# Войская

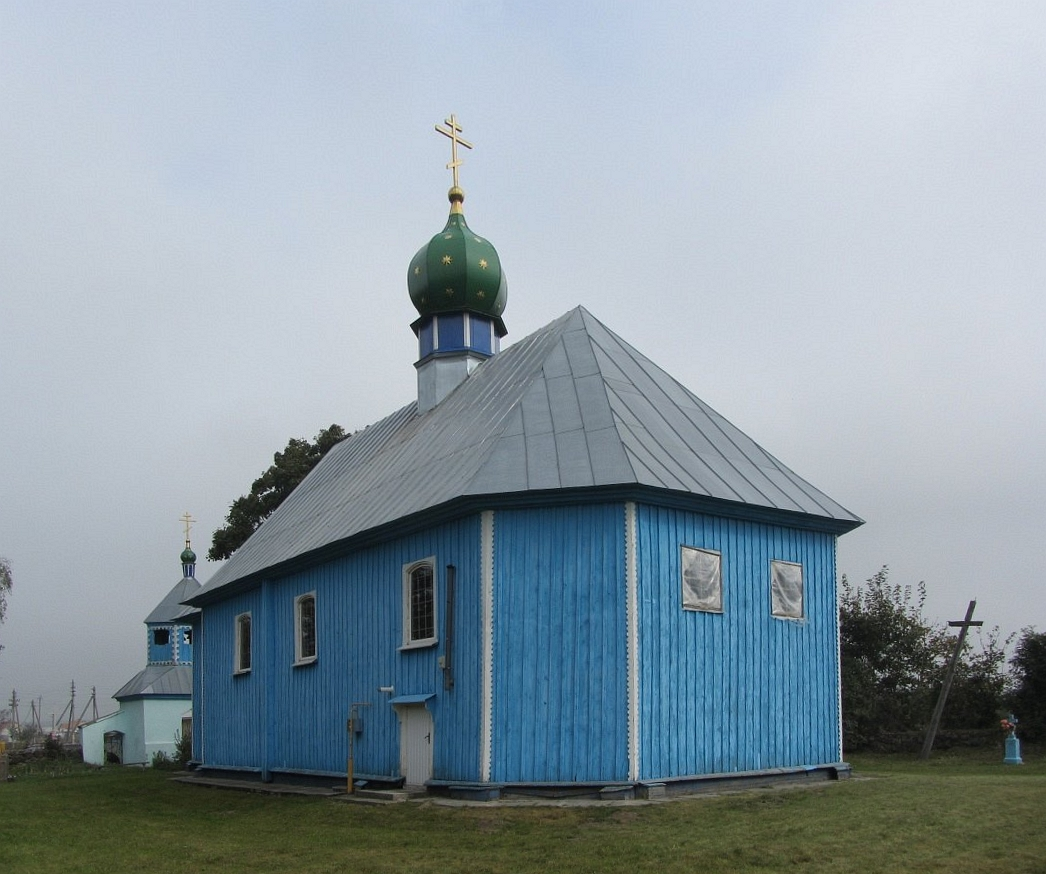
Троицкая церковь

Войская (бел. Войская) — агрогородок в Каменецком районе Брестской области Белоруссии. Центр Войского сельсовета. Население — 777 человек (2019).

## География
Войская находится в 13 км к западу от города Каменец и в 18 км к северо-востоку от города Высокое. Местность принадлежит к бассейну Вислы, у села начинается небольшая река Кривуля (be:Крывуля (рака)), приток реки Лесная. Рядом с Войской находятся деревни Перковичи и Лускалы. Через деревню проходит автодорога Оберовщина — Каменец, ещё одна дорога ведёт из Войской в село Лисовчицы.

## История
Село известно со второй половины XVI века как шляхетское имение в Берестейском повете Берестейского воеводства Великого княжества Литовского. В 1773 году в Войской на средства владельцев поместья из рода Буховецких возведена из дерева униатская Троицкая церковь (в XIX веке передана православным).
После третьего раздела Речи Посполитой (1795) Войская в составе Российской империи, принадлежала Брестскому уезду Гродненской губернии.
В первой половине XIX века имение по прежнему принадлежало Буховецким, с 1845 года в залоге у дворянина Михаила Радевича. С 1857 года — в государственной собственности. В 1897 году село насчитывало 18 дворов и 143 жителя, действовали церковь, народное училище, магазин, две мельницы, кузница, трактир. В 1905 году в селе проживало 197 человек.
Согласно Рижскому мирному договору (1921) село вошло в состав межвоенной Польши, где принадлежало Брестскому повету Полесского воеводства. В 1923 году здесь был 41 двор и проживало 258 жителей. С 1939 года в составе БССР.

## Культура
- Музей ГУО "Войсковская средняя школа"

## Достопримечательности
- Троицкая церковь. В ряде источников именуется церковью Рождества Богородицы[4]. Деревянная церковь XVII века, памятник деревянного народного зодчества с элементами барокко. Церковь включена в Государственный список историко-культурных ценностей Республики Беларусь[5] —  Историко-культурная ценность Республики Беларусь, шифр 112Г000332
- Брама-колокольня. Каменная брама (ворота) с колокольней над ней. Построена рядом с церковью в XIX веке.
- Курганный могильник. В 1,8 км от села. 13 насыпей высотой 0,2-0,6 м. Датирован X—XIII веками, принадлежал дреговичам[4].
- Памятник землякам. В память 77 сельчан, погибших в годы Великой Отечественной войны. В 1970 году установлена скульптура воина с ребёнком на руках[4].